# Hästsvans (botanik)
Hästsvans (Hippuris vulgaris) är en vattenväxt i familjen grobladsväxter. Tidigare utgjorde släktet hästsvansar en egen familj, hästsvansväxter (Hippuridaceae) men har i nyare klassificeringssystem flyttats till grobladsväxterna. Den växer i eller intill vatten och blommar under sommarens senare del. 
Även fräkenväxter har kallats "hästsvans".